# Polyklet

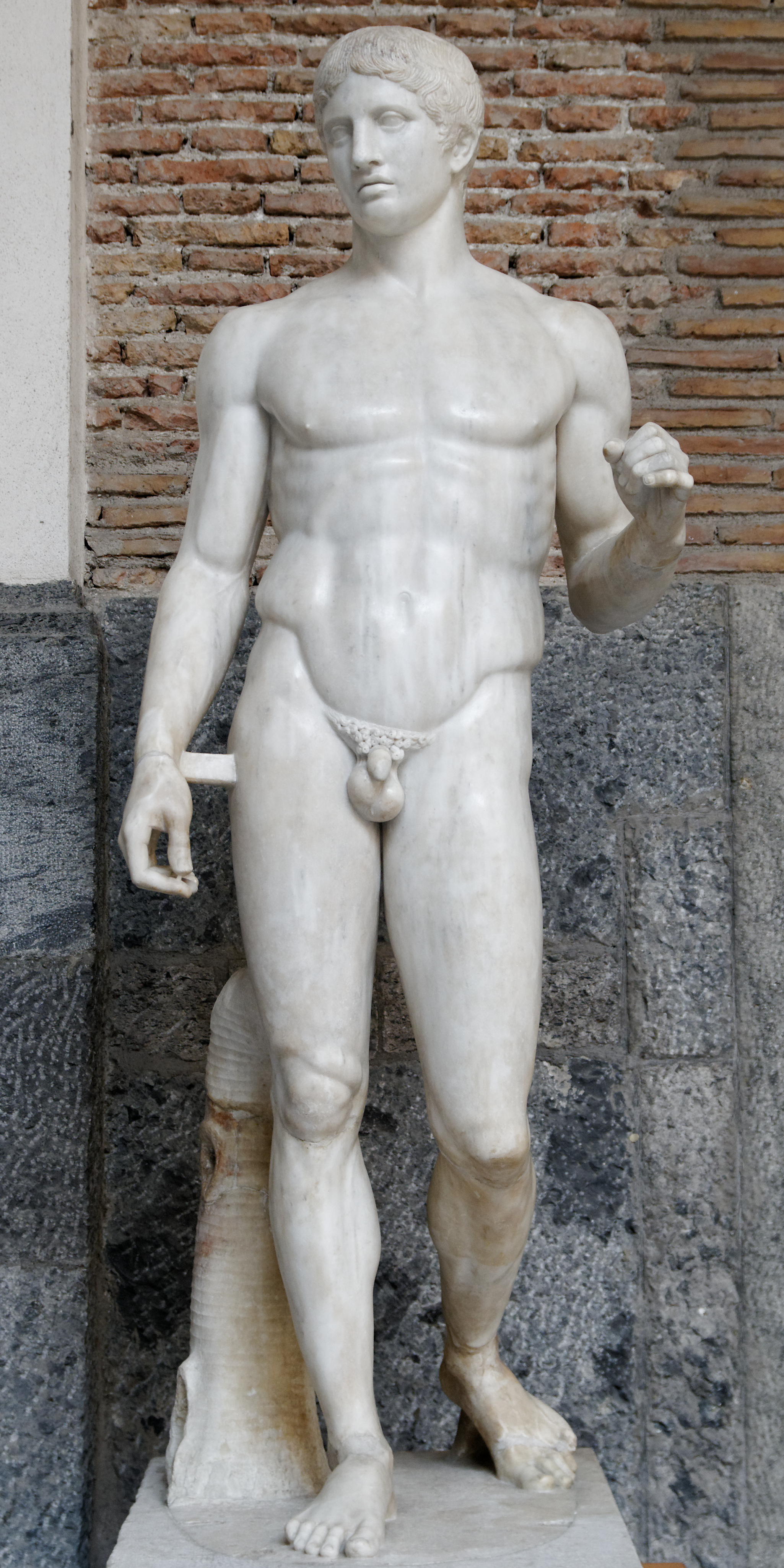
Doryphoros des Polyklet; römische Kopie, Nationalmuseum, Neapel

Polyklet (altgriechisch Πολύκλειτος Polýkleitos „der Vielberühmte“; * um 480 v. Chr. in Argos oder Sikyon; † gegen Ende des 5. Jahrhunderts v. Chr.) war einer der bedeutendsten griechischen Bildhauer der griechischen Antike. Seine Hauptschaffenszeit umfasst die Jahre von etwa 460 v. Chr. bis 420 v. Chr., in denen er zahlreiche Bronzestatuen schuf, die noch Jahrhunderte nach seinem Tod gerühmt wurden. Von seinem Werk sind keine Originale erhalten, lediglich in Olympia wurden zwei Basen polykletischer Statuen gefunden, ohne dass man sagen kann, Polyklet selbst habe an diese Basen Hand angelegt. Er verfasste eine theoretische Schrift, in der späteren Literatur Kanon genannt, in der er die idealen Maßverhältnisse des menschlichen Körpers beschrieb. Bereits die Antike sah in der von ihm geschaffenen Statue eines Speerträgers, des Doryphoros, die praktische Umsetzung seiner theoretischen Forderungen und übertrug den Namen seiner Schrift auf die Statue als Verkörperung des Kanon.

## Leben
Die Herkunft Polyklets ist umstritten. Während Platon ihn in seinem Dialog Protagoras einen Argiver nennt, stammte er nach Plinius aus Sikyon. In Argos ging er bei dem berühmten Bildhauer Hageladas in die Lehre. Auch scheint sein weiteres Wirken an Argos gebunden gewesen zu sein, er selbst argivisches Bürgerrecht besessen zu haben. Seine Söhne, aber auch weitere seiner Schüler werden in Schriftquellen „Argiver“ genannt. Ob in all diesen Fällen immer die Herkunft gemeint war, ist ungewiss.
Seine Söhne waren Altersgenossen von Paralos und Xanthippos, den Söhnen des Perikles, seine Akme, der Höhepunkt seiner Schaffenskraft, wird von Plinius in die 90. Olympiade, also um das Jahr 420 v. Chr. datiert. Um diese Zeit schuf er das Goldelfenbeinbildnis der Hera im Heraion von Argos, das nach einem Brand im Jahre 423 v. Chr. von Grund auf neu errichtet werden musste. Daher wird Polyklet ein etwas jüngerer Zeitgenosse des Phidias gewesen und um 480 v. Chr. geboren worden sein. Da die schriftliche Überlieferung nach der Hera von Argos keine weiteren Werke kennt, wird er gegen Ende des 5. Jahrhunderts v. Chr. gestorben sein.
Er hinterließ zahlreiche Schüler, zu denen auch seine Söhne gehörten. Allein Plinius zählt folgende auf: Argios, Asopodoros, Alexios, Aristeides, Phrynon, Dinon, Athenodoros, Demeas und nennt des Weiteren Daidalos, Naukydes, Kolotes und Patroklos. Weitere Namen lassen sich bei Pausanias entnehmen. Die Relation der genannten Nachfahren zu Polyklet ist nicht sicher zu bestimmen. Die jüngeren unter dem Namen Polyklet überlieferten Bildhauer sind eher seiner Enkelgeneration zuzurechnen. Das Wirken seiner Söhne selbst ist nicht zu greifen, auch wenn sie laut Platon das Handwerk ihres Vaters ergriffen hatten.

## Literarische Überlieferung
Die literarische Überlieferung zu Polyklet setzt wenige Jahrzehnte nach seinem Tod ein. In Platons etwa um 388/87 v. Chr. entstandenem Dialog Protagoras werden Polyklet und seine Kunst als etwas Konkretes und Erlernbares, für deren Lehre Geld auszugeben vernünftig sei, dem Unterricht eines Sophisten gegenübergestellt. Auch Xenophon greift in seinen Memorabilien, den Erinnerungen an Sokrates, beispielhaft auf Polyklet zurück und stellt dessen Wirken dem Wirken der Götter gegenüber. „Wirkung“ ist auch für Aristoteles Anlass, den Namen Polyklets anzuführen, den er als Beispiel akzidenteller Ursachen nennt: Polyklet als Verursacher einer Statue, ein Zusammenhang, den Seneca unter Nennung zweier Statuen Polyklets wieder aufgreifen wird. In der Nikomachischen Ethik schließlich nennt Aristoteles Polyklet als Beispiel für philosophische Weisheit im Bereich des „praktischen Könnens“.
Mit Einsetzen der römischen Kunstgelehrsamkeit ab der späten Republik taucht der Name Polyklets als Vertreter der Epoche größten Kunstschaffens immer häufiger auf, etwa beim Auctor ad Herennium, oftmals bei Cicero. Zunehmend wird Polyklet neben anderen als Vorbild oder als Beweis des Niedergangs der Kunst in der eigenen Zeit angeführt. Seine Werke werden in kunsthistorischen Abrissen, in geographischen Werken und in Reisebeschreibungen aufgelistet. Als witzig-gelehrtes Versatzstück wird die Kennerschaft des polykletischen Werkes in Martials Epigrammen und Juvenals Satiren mehrfach eingesetzt, schließlich wird ab dem 2. Jahrhundert n. Chr. das einstige Ideal selbst ins Komisch-Satirische gezogen, etwa wenn Lukian den Kyniker Proteus mit Polyklets Doryphoros vergleicht oder den Künstler auf den Banausen, den mit seinen Händen arbeitenden Menschen, reduziert.
Mehrfach erwähnt Galenos Polyklet, insbesondere dessen theoretisches Werk. Der zeitliche Abstand allerdings wird deutlich, wenn er schreibt: „Irgendwo wird auch ein Standbild Polyklets gelobt, das den Namen »Kanon« trägt…“. Und gänzlich anekdotisch wird Polyklet bei Aelianus dargestellt, der Polyklet zwei Statuen herstellen ließ: eine zur Freude der Masse, die andere nach den Gesetzen der Kunst. Bei jener griff er jeden Änderungswunsch, der ihm angetragen wurde, auf und änderte die Statue entsprechend, bei dieser schöpfte er rein aus seinem Können und Wissen. Als er beide Statuen der Masse präsentierte, wurde die nach ihren Wünschen gestaltete verlacht, die andere aber gelobt, worauf er der Menge zurief, die, die sie verspotteten, hätten sie selbst gemacht, die andere aber, die sie lobten, habe er gemacht. Aelian folgt hier anscheinend einem Topos von Künstleranekdoten, der sich ähnlich auch bei Lukian zur Zeus-Statue des Phidias findet.
In byzantinischer Zeit war das Wissen über Polyklet dann arg verunklärt und für Johannes Tzetzes war er ein Plastiker und Maler, unter dessen zahlreichen Werken zwei hervorstechen würden, von denen man das eine als „Kanon“ der Malerei, das andere als „Kanon“ der Bildhauerkunst bezeichne.

## Werk
Das künstlerische Werk Polyklets lässt sich zunächst recht eindrucksvoll in der antiken schriftlichen Überlieferung erschließen. Sicher mit dem Bildhauer des 5. Jahrhunderts v. Chr. verbinden lassen sich hauptsächlich nach Plinius:
- das Herabildnis im Heraion von Argos[5]
- der Doryphoros,[31]
- ein Diadumenos
- ein Apoxyomenos, ein männlicher Akt, der mit ganzer Sohle schreitet
- die Astragalizonten, zwei würfelspielende Knaben
- ein Hermes, „der früher in Lysimacheia war“
- ein Herakles
- ein Feldherr, der zu den Waffen greift
- ein Artemon Periphoretes
- eine Amazone für Ephesos im Rahmen des berühmten Künstlerwettbewerbs[32]
- eine Reihe von Statuen olympischer Sieger, die Pausanias Werke eines Polyklet nennt, ohne dass Gewissheit zu erlangen ist, welche hiervon tatsächlich aus der Hand Polyklets, welche aus der Hand seiner Nachfahren stammen.[33]

Sicher mit Polyklet zu verbinden ist allein die unsignierte Statuenbasis des Kyniskos aus Mantineia in Olympia, die Pausanias als Werk Polyklets benennt und bei der die Buchstabenform der Inschrift auf eine Entstehung um 460 v. Chr. schließen lässt. Die Statue war aus Bronze und wies, nach ihren Einlassspuren in der Basis zu schließen, bereits die getrennte Stellung von Stand- und Spielbein auf, die für Werke Polyklets kennzeichnend ist. Die Statuenbasis ist das einzige originäre Zeugnis polykletischen Kunstschaffens. Münzabbildungen der Hera von Argos, die teils nur den Kopf, teils das gesamte Sitzbild wiedergeben, lassen keine weiteren Schlüsse auf seine Arbeit zu.
Polyklet schuf überwiegend Bronzestatuen, die allesamt verloren sind. Im reichen Denkmälerbestand römischer Marmorkopien nach griechischen Vorbildern konnten jedoch sechs Statuentypen mehr oder weniger sicher identifiziert werden, die mit dem Werk Polyklets zu verbinden sind:
- der Doryphoros
- der Diadumenos
- ein Diskophoros
- der Hermes
- der Herakles und
- die Amazone.

Nur sechs Werke, aber angesichts der Tatsache, dass die Herstellung einer einzigen lebensgroßen Bronze im 5. Jahrhundert v. Chr. gut zwei Jahre in Anspruch nahm, liegen somit Zeugnisse eines nicht geringen Teils polykletischen Kunstschaffens vor. Es überwiegen die männlichen Gestalten, was sich mit der schriftlichen Überlieferung deckt. Und abgesehen von der Hera, dem Hermes und dem Herakles war sein Thema der Mensch, weswegen er der Antike bereits der ἀνδριαντοποιός, der Menschenbildner, war, während Phidias, Praxiteles und Skopas als ἀγαλματοποιός, Götterbildner, galten.
Polyklets Statuentypen zeigen die menschliche Figur, schreitend oder stehend, im klassischen Kontrapost, der sich in der Ponderation des Körperaufbaus durchziehenden Unterscheidung von Stand- und Spielbein. Bekannte Statuen Polyklets, die auf diesem gestalterischen Prinzip beruhen, sind etwa der Diadumenos sowie der Herakles, wohl auch der Hermes, während der Diskophoros des Polyklet das durchgearbeitete Motiv des Kontraposts vermissen lässt.
Das Motiv weisen nicht nur männliche Figuren auf, sondern es tritt ausgeprägt auch bei einem antiken Amazonentypus auf. Plinius berichtet von einem Wettbewerb der berühmtesten Bildhauer klassischer Zeit, an dem außer Polyklet noch Phidias, Kresilas und Phradmon teilnahmen. Polyklet soll bei diesem Vergleich der Künstler untereinander mit seiner Statue der Amazone als Bester hervorgegangen sein. Unter den erhaltenen Typen der verwundeten Amazone, die auf den Wettkampf zurückgehen – die Amazonen vom Typ Sosikles, Mattei und Sciarra –, ist vermutlich die Amazone vom Typ Sciarra dem Polyklet zuzuweisen.
Neben zahlreichen Kopien und Repliken seiner Werke in Originalgröße oder in Statuettenform gab es auch schon in der Antike eklektische Umformungen, hauptsächlich bei Kleinbronzen, die durch Hinzufügung oder Entfernen bestimmter Merkmale zu einer inhaltlichen Sinnänderung der Figuren führen.

## DerKanon
Eine schriftliche Abhandlung Polyklets namens Kanon wird einzig bei Galen im 2. Jahrhundert n. Chr. erwähnt. Ältere Hinweise finden sich allerdings bereits im 3. Jahrhundert v. Chr. bei Philon von Byzanz und bei Plutarch um 100 n. Chr. Dem Werk Polyklets folgt wohl auch die Aussage Plutarchs, bei jedem Werk vollende sich das Schöne dadurch, „dass viele Maße in das richtige Verhältnis kommen durch eine gewisse Symmetria und Harmonie.“
Der Kanon des Polyklet enthielt demnach allgemeine Aussagen zum Produktionsprozess, zu seiner Praxis und den theoretischen Grundlagen, in seinen speziell den künstlerischen Problemen gewidmeten Partien äußerte er sich zu Fragen der Symmetria und ihren Berechnungsgrundlagen. Als Handbuch des Bildhauers stand es durchaus in der Tradition archaischer „Werkstattbücher“, als Werk eines Künstlerindividuums war der Kanon aber etwas Neues und führte mit Polyklet erstmals einen Kunsttheoretiker in den Kreis der Prosa schreibenden intellektuellen Philosophen, Sophisten und Ärzte ein. Mit seinem Kanon schrieb Polyklet ein Werk, das noch Jahrhunderte später von Philosophen und Ärzten zitiert wurde, wollten sie die Allgemeingültigkeit ihrer eigenen Aussagen untermauern.
Beim Versuch, das Werk aus Polyklets statuarischen Überlieferung zu rekonstruieren, ergeben sich methodische Probleme aus den Angaben bei Galen, aus der materiellen Überlieferungslage, die nur römische und untereinander immer leicht abweichende Kopien kennt, und aus der Festlegung der Mess- und Bezugspunkte. Schließlich ist auch das von Polyklet verwandte Maßsystem zunächst einmal unbekannt.
Als Maßeinheit wird für das Werk Polyklets aufgrund seiner Herkunft und seiner Zeitstellung das pheidonische Maßsystem mit einer Fußlänge von 32 2/3 Zentimeter angenommen. Als statuarische Umsetzung des Kanon setzt man allgemein den Doryphoros voraus, der in der Fassung in Neapel eine ponderierte Höhe von 98 Fingern, eine unponderierte Höhe von 100 Fingern und im Bereich des maximalen Ponderationsgefälles eine Höhe von 96 Fingern hatte. Die sich ergebenden unterschiedlichen Maßverhältnisse wurden über Kreuz an der Statue angewandt. In Zahlen greifbar wird dadurch der bereits ohne Vermessung erkannte chiastische Aufbau des Doryphoros. Erste Ansätze, wie Polyklet am Entwurf arbeitete, zeichnen sich ab. Detailliertere Kenntnisse für das schriftliche und statuarische Werk namens Kanon konnten bislang jedoch nicht erschlossen werden.

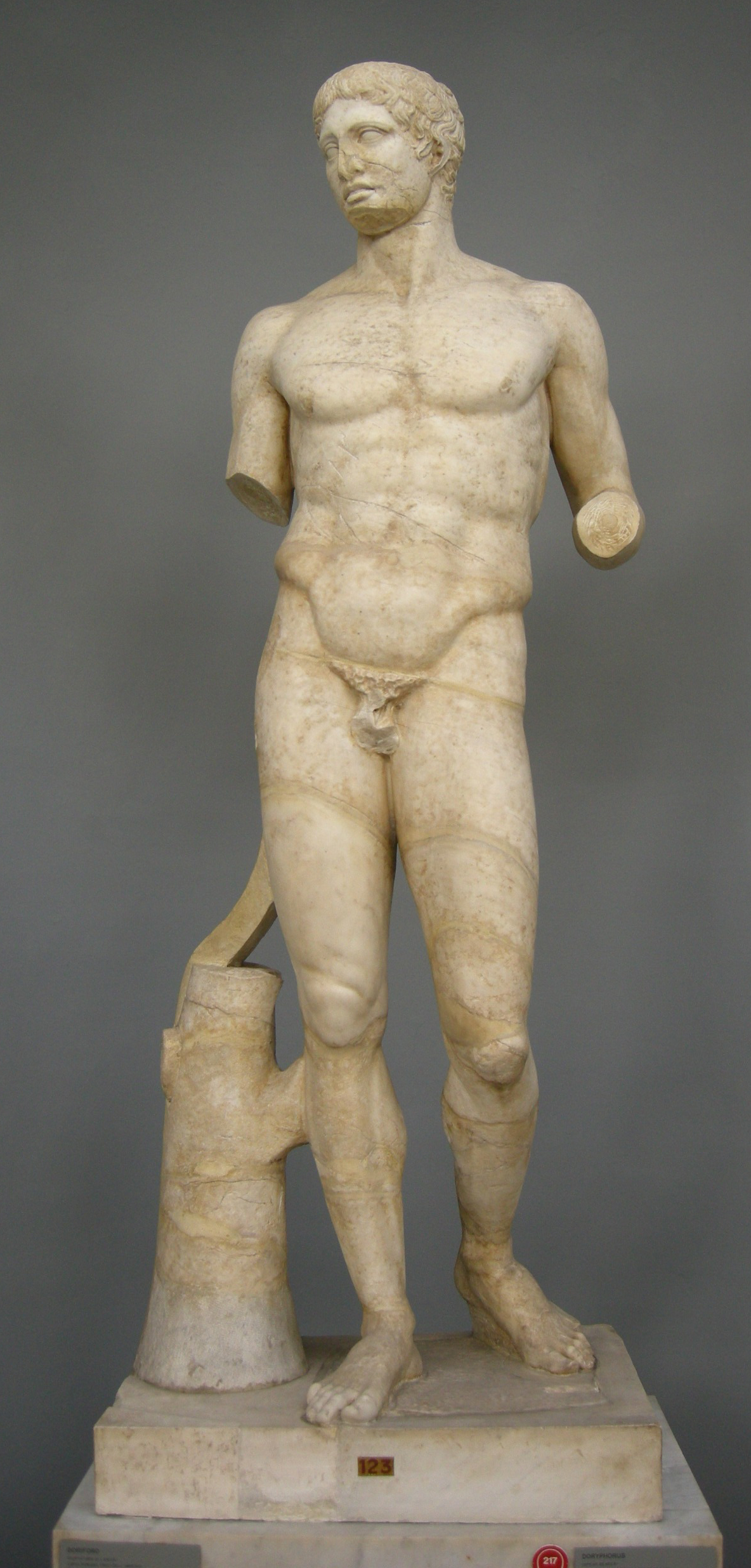
Römische Kopie des Doryphoros aus Tivoli, Chiaramonti Museum, Vatikanische Museen (Inv. 2215), Rom
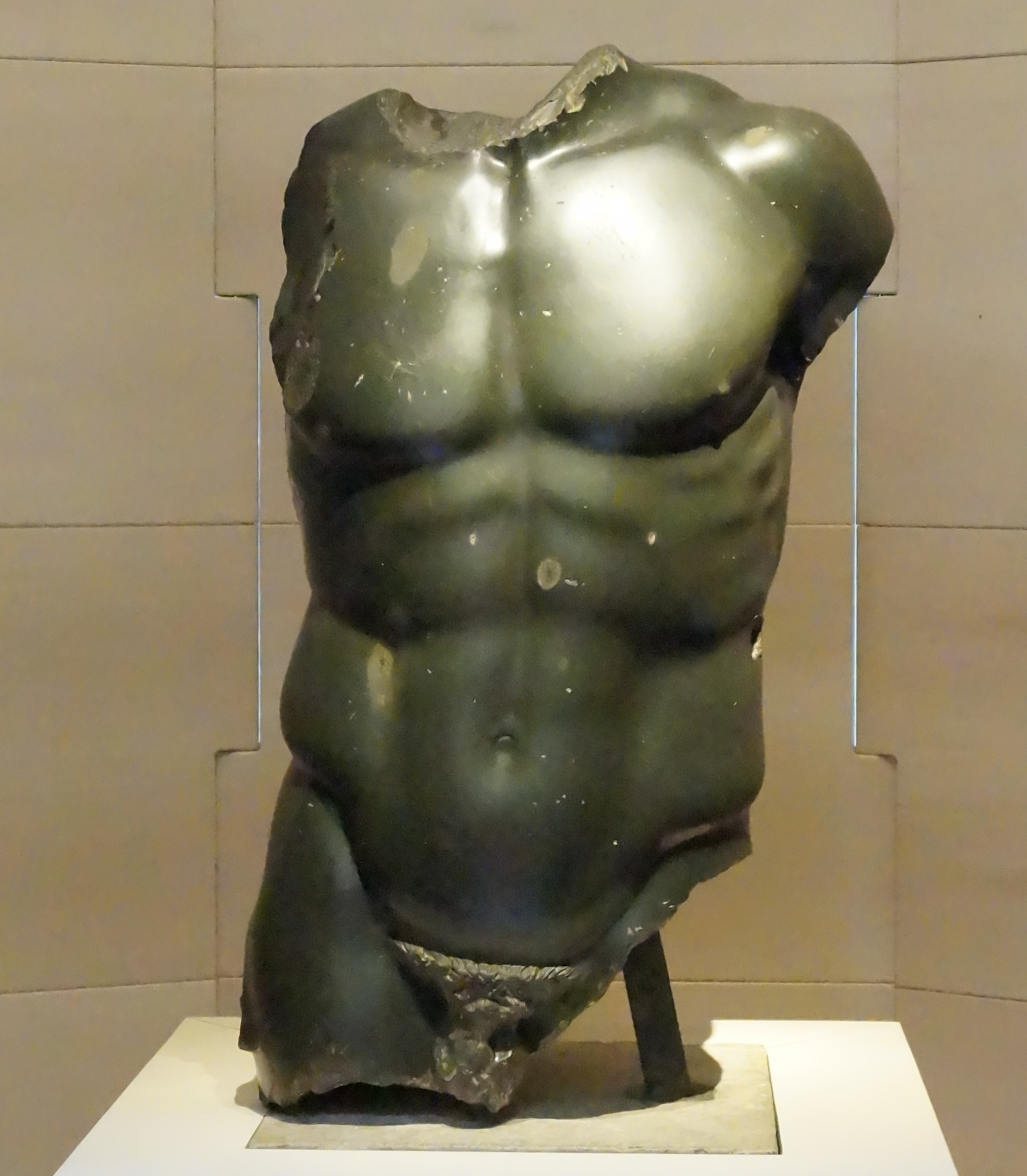
Torso einer römischen Kopie des Doryphoros aus Basanit, 0–50 n. Chr., Uffizien, Florenz
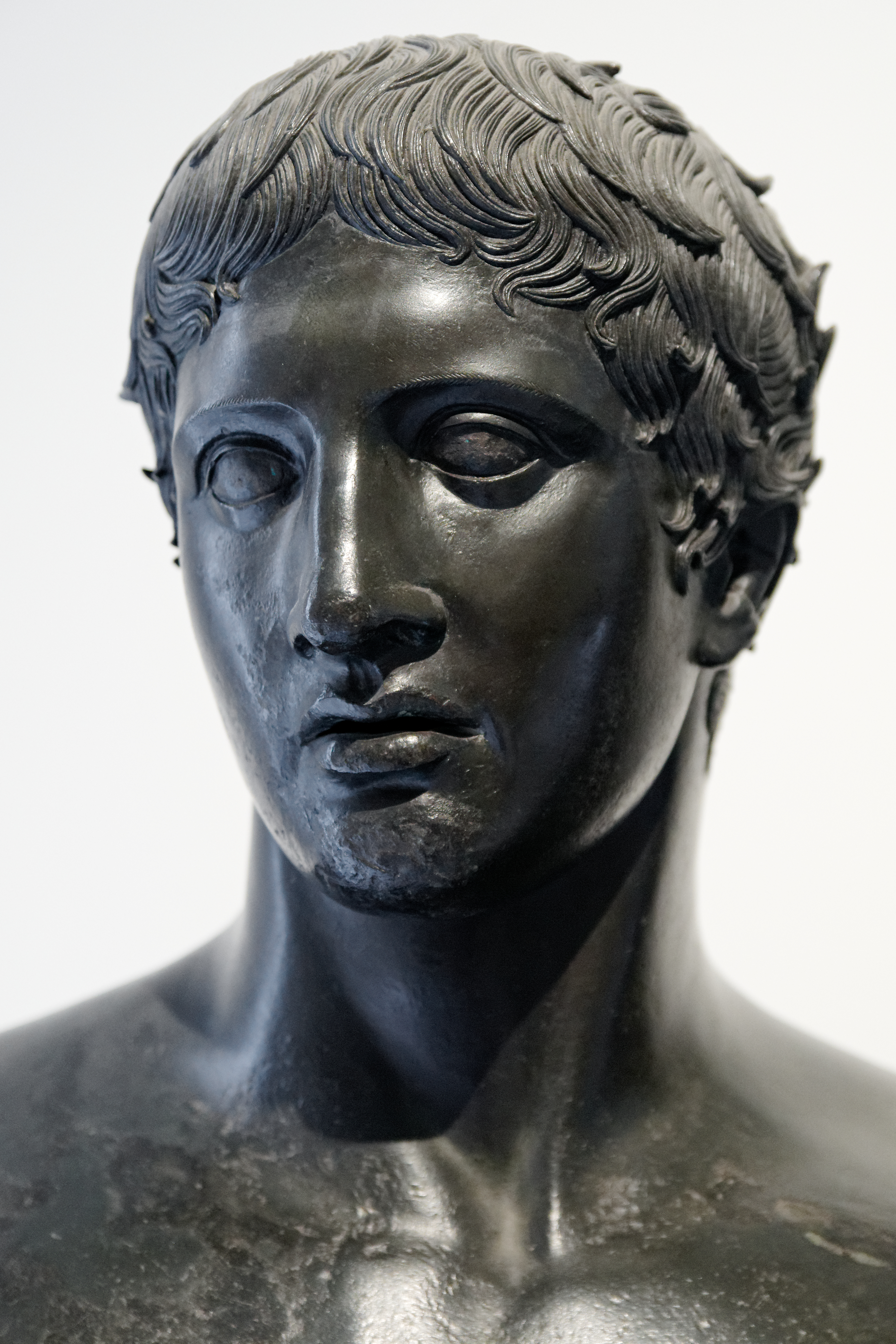
Herme mit dem Kopf des Doryphoros, Bronze, um 50 vor bis 79 n. Chr., Villa dei Papiri, Herculaneum, Archäologisches Nationalmuseum Neapel (Inv. 4885)
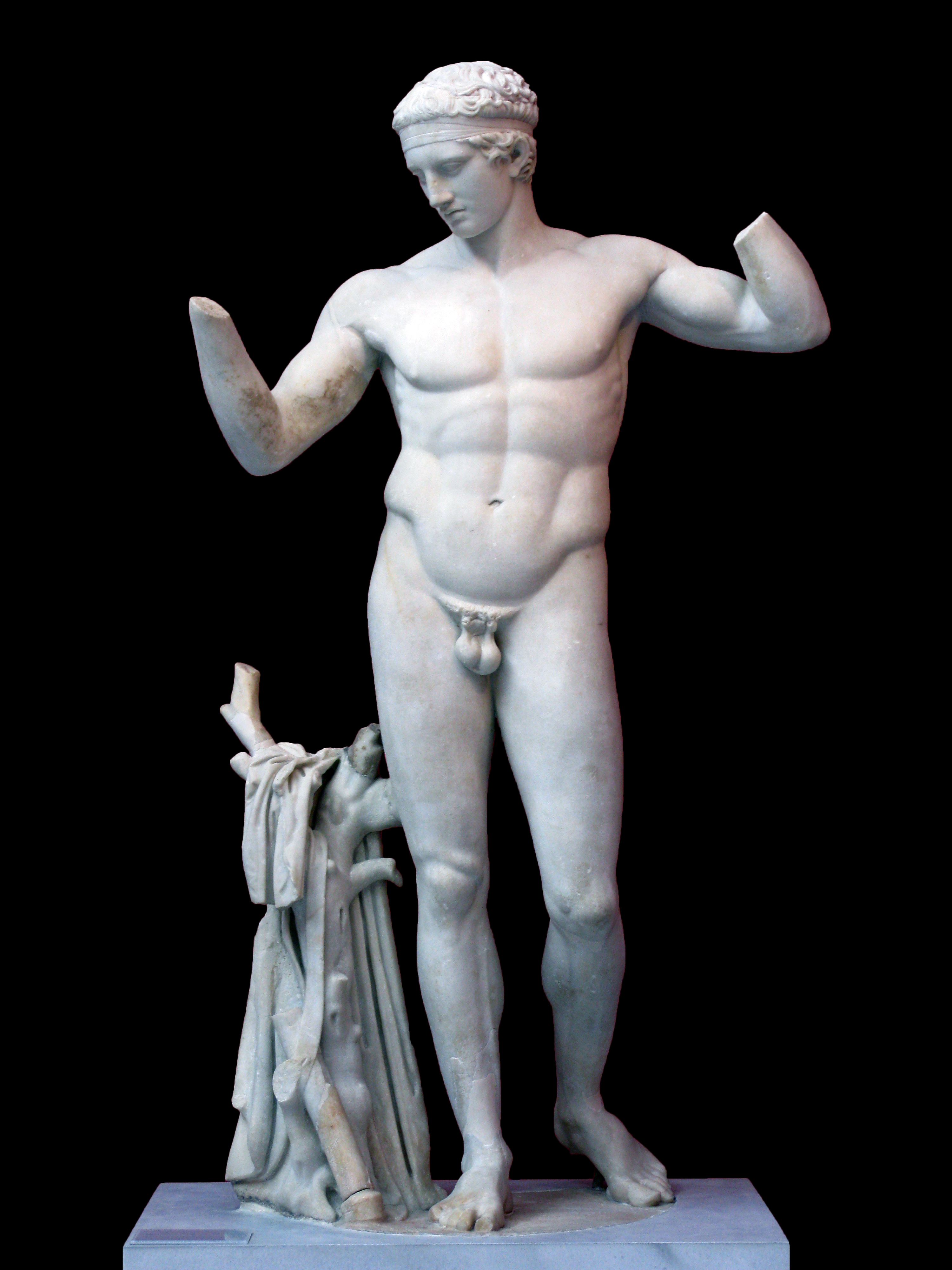
Kopie des Diadomenos (mit zusätzlich stützendem Baumstrunk), Delos, 100 v. Chr., Archäologisches Nationalmuseum, Athen
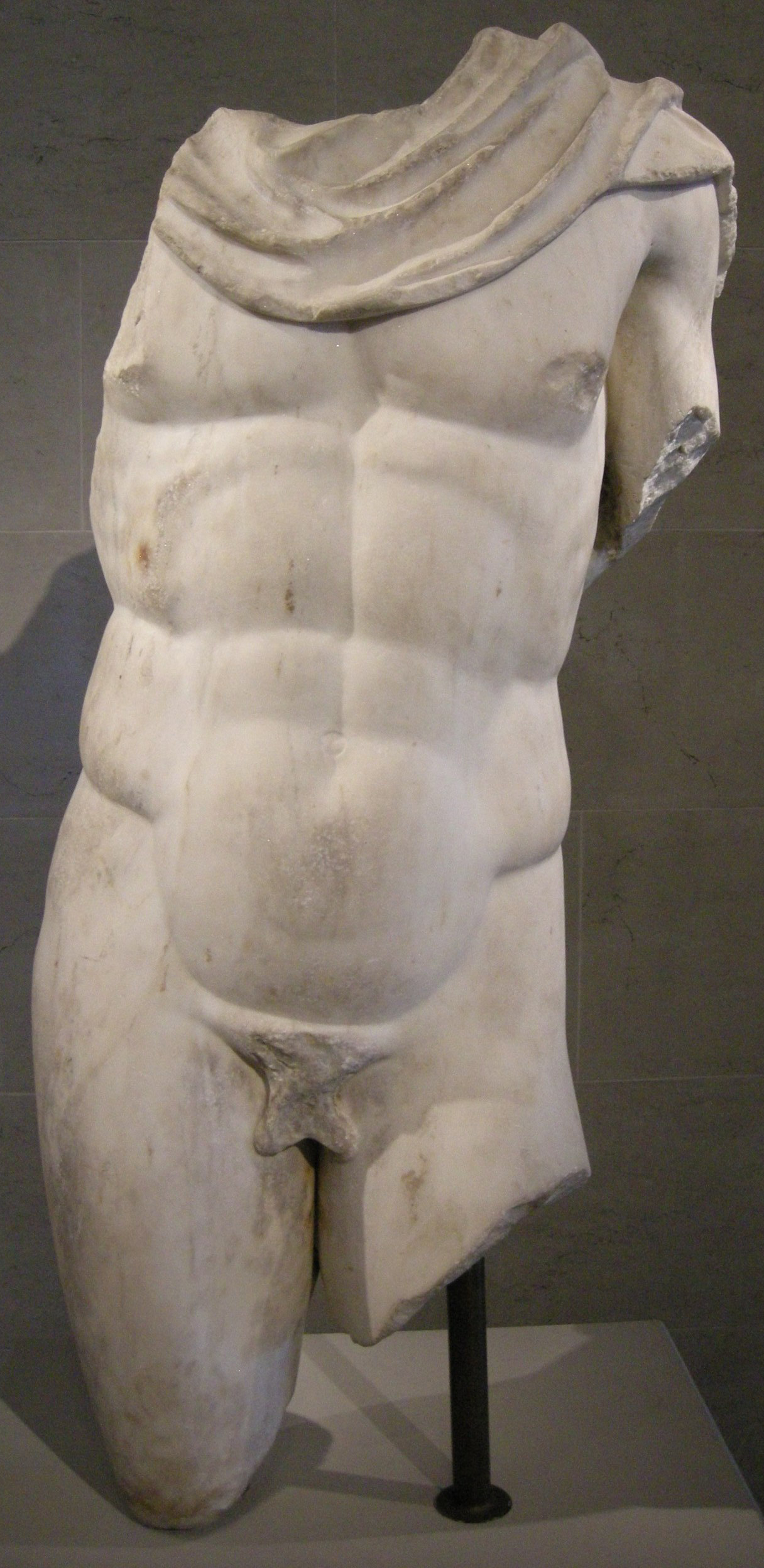
Torso eines Hermes nach Polyklet, Römisch, 2. Jh., Legion of Honor, San Francisco
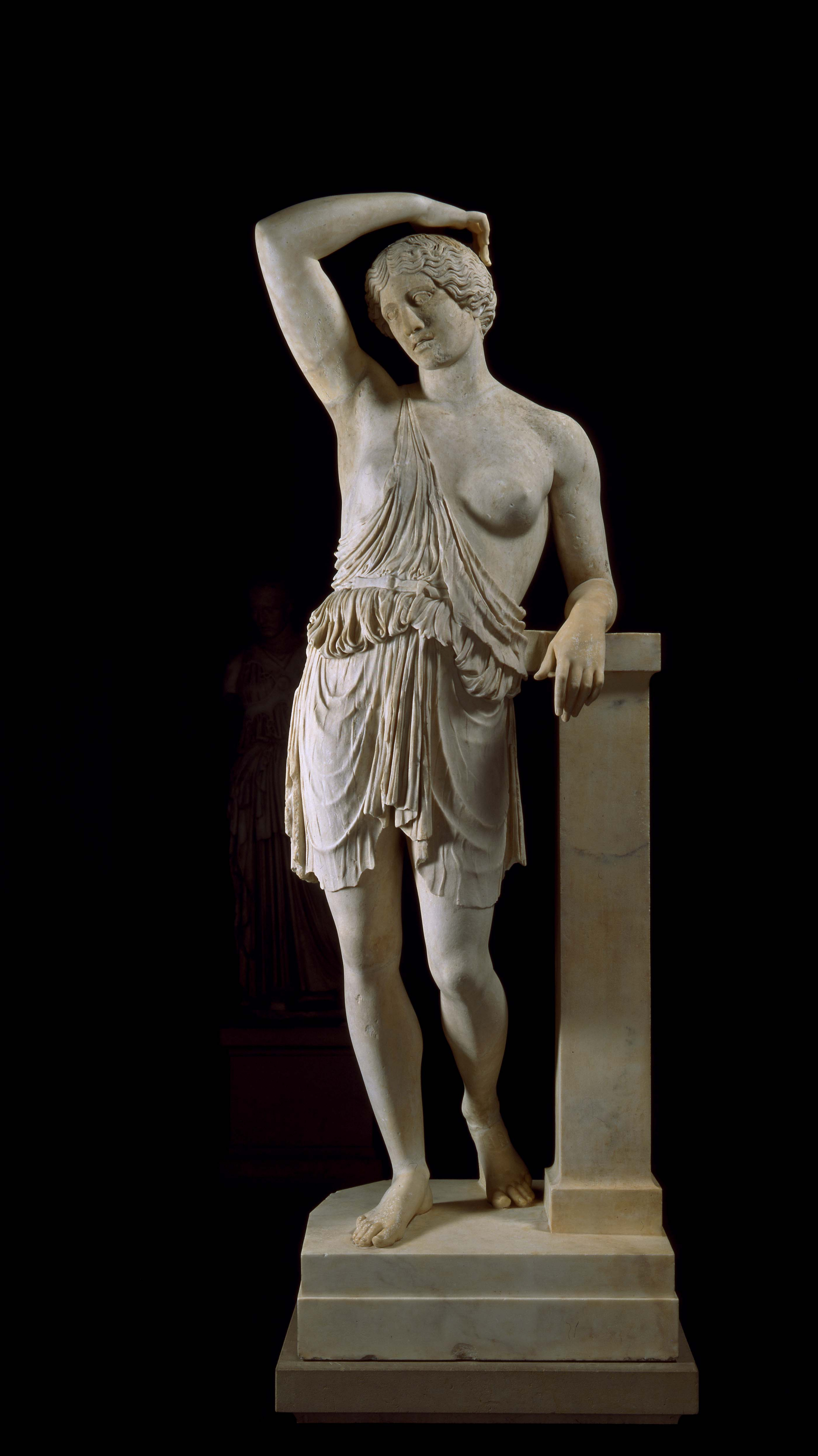
Verwundete Amazone des Polyklet von Argos, um 440–430 v. Chr., Quirinal, Rom, 1868, Antikensammlung Berlin (Inv. SK 7)

## Rezeption und Entdeckungsgeschichte
Grundzüge und Besonderheiten des polykletischen Stils waren schon in der Antike erkannt und schriftlich fixiert. Plinius überliefert – und stützt sich hierbei wohl auf das Urteil des Xenokrates aus Athen, einem Bildhauer des 3. Jahrhunderts v. Chr. und Verfasser mehrerer Schriften über Kunst, Toreutik und Malerei –, Polyklets Statuen stünden „auf einem Beim“ (uno crure insistere), wären von gedrungener Proportion (quadrata). Sie gingen – wie Varro sagt – „alle auf ein einziges Modell“ zurück (paene ad unum exemplum).

### Humanismus und Renaissance

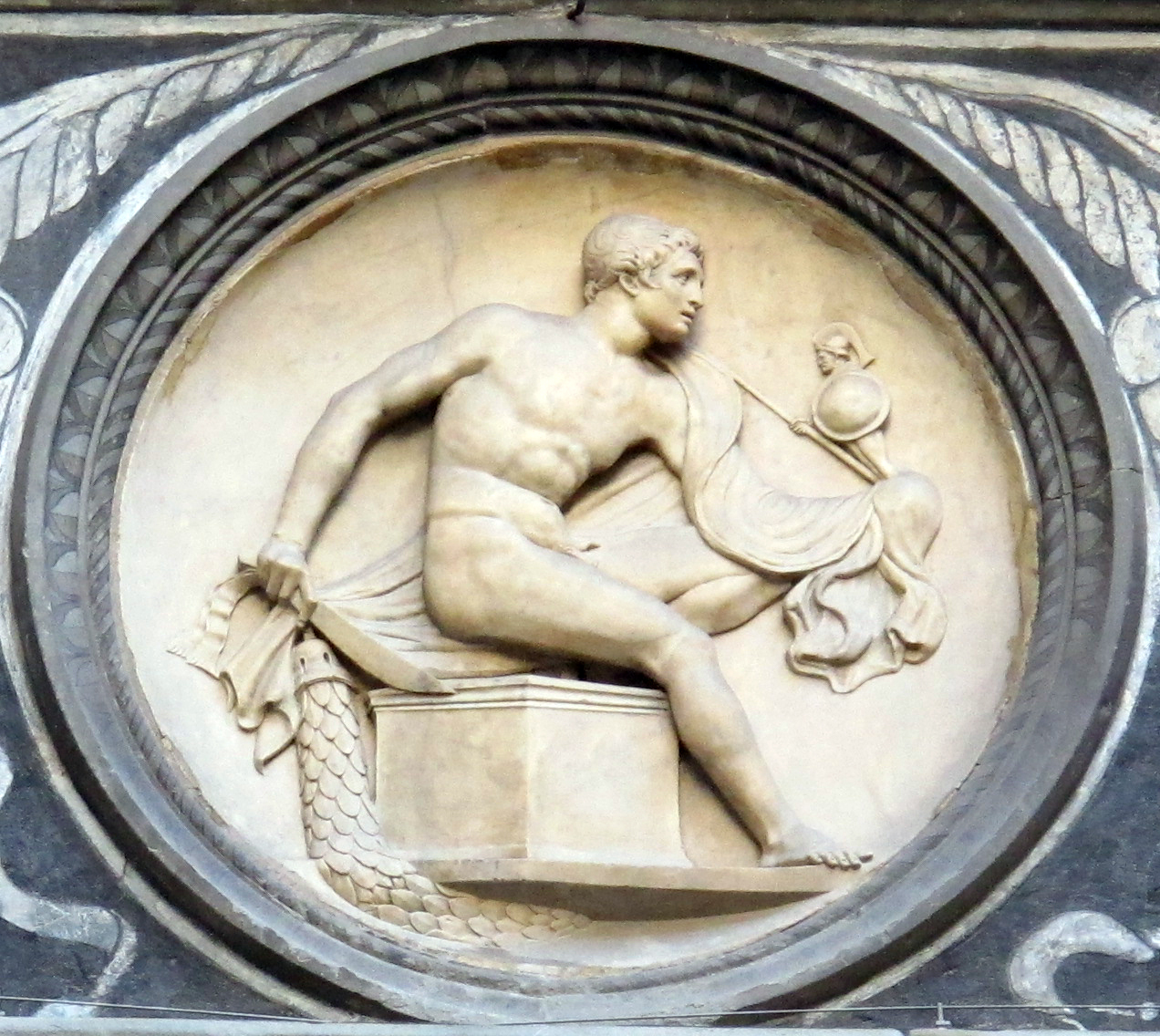
Diomedes mit dem Palladium, Tondorelief des Gebälks im Innenhof des Palazzo Medici von Bertoldo di Giovanni, Kopie nach der antiken Gemme

Mit Dante Alighieri und seiner Erwähnung Polyklets in der Divina Commedia (1307–1320) setzt die Antikenrezeption des (italienischen) Renaissance-Humanismus an:

„… da bemerkte ich, dass ja die Felswand unten, wo sie weniger steil anstieg, aus reinem Marmor war und mit so schön gemeißelten Figuren geschmückt, dass nicht nur Polyklet, sondern die Natur beschämt gewesen wäre.“

Seine Isolierung Polyklets als später sprichwörtlich besten antiken Bildhauer, beruhte vermutlich auf der missverstandenen Übersetzung von Aristoteles Ethik und dem Kommentar Thomas von Aquins; mit Plinius war er nicht vertraut. Aristoteles nennt neben Polyklet auch Phidias aufgrund ihres Wissens als Beste ihres Fachs, Stein und Bronze, die lateinische Übersetzung, die Thomas von Aquin zur Verfügung stand, aber machte Phidias zu einem einfachen Steinmetz und Polyklet damit zum besten Bildhauer. Andere greifen diesen Vergleich auf, wie etwa Petrarca in einem Sonett, in dem er Simone Martinis Porträt 'seiner' Laura mit Polyklet vergleicht.
Das Konzept des Kanon als ideal proportionierter Körper war über Galenos der scholastischen Medizin des 14. Jahrhunderts geläufig und wohl auch allgemein bekannt. Pietro d'Abano nahm zu Beginn des 14. Jahrhunderts, einer ausgeglichenen Temperamentenmischung entsprechend, die „Statue des Polyklet als Regel und Maß aller Abweichungen“. Der ebenfalls aus Padua stammende Michele Savonarola (1384–1464) führte weiter aus: „Die Bildhauer jedoch, die mehr Sorgfalt auf alle Arten von Abmessungen/Proportionen verwenden [als die Maler] und immer […] mit dem Winkelmaß zugange sind, […] orientieren sich insbesondere nach dem [ausgewogenen/‚goldenen‘] Mittelmaß dieser Abmessungen, weshalb sich auch die Bildwerke des Polyklet so nach diesen wohlgefälligen Proportionen richten, dass wir aus dessen mittleren Maßen keinen geringen Erkenntnisgewinn über die Proportionen an sich erlangen.“ Es ist offensichtlich, dass auch Bildhauer an der Proportionslehre außerordentlich interessiert waren, was Polyklets Alleinstellung unterstrich. Folgerichtig wäre es Polyklet, den Andrea Pisano (vielleicht nach einem Entwurf Giottos) um 1340 am Campanile des Doms von Florenz darstellte, wie er den Kanon meißelt, und nicht Phidias, wie es seit Vasari bis heute tradiert wird.

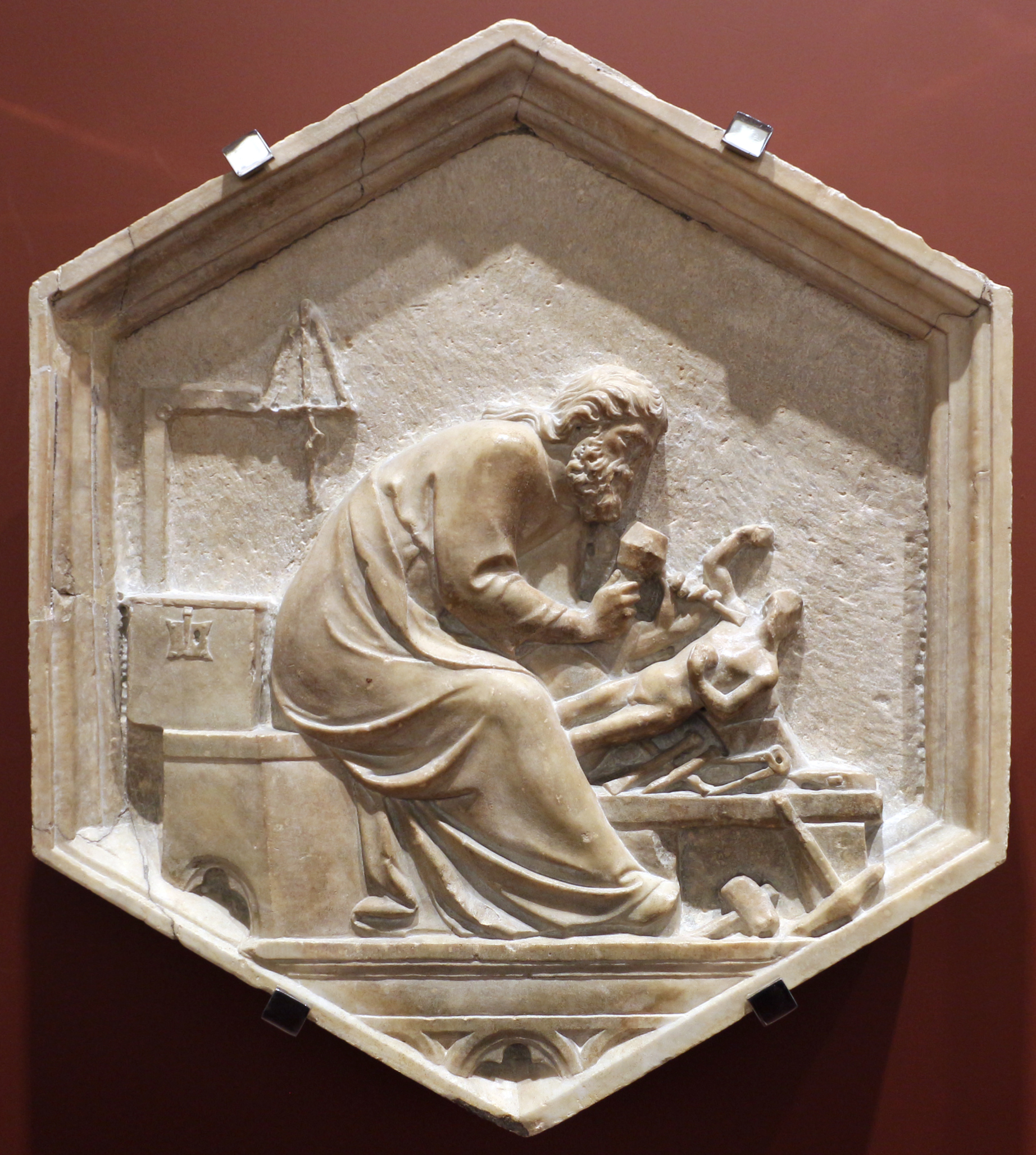
Andrea Pisano, Personifikation der Bildhauerei, um 1340, Campanile, Florenz

Bis in die zweite Hälfte des 15. Jahrhunderts wurde Polyklet als der größte antike Bildhauer rezipiert, als in der Rhetorik geläufiges und praktisch anzustrebendes Vorbild gesehen. Nur die bis dahin bekannten Schriftquellen dienten hierfür als Grundlage (die im Übrigen nur einen sehr kleinen Teil der heute bekannten über hundert Belegstellen ausmachten). Ab Mitte des Quattrocento verlor Polyklet langsam seinen Rang an den „paradigmatischen ‚Ideenkünstler‘“ Phidias und erscheint nurmehr unter anderen in Cristoforo Landinos einflussreichen Commedia-Kommentar von 1481.
Irrtümer bei der Übersetzung, der Abschrift und der Zuschreibung führten in der erst im Aufkeimen begriffenen Antikenrezeption beispielsweise zu einem Zusammenschluss einer Vielzahl von Namensvarianten: „neben Polycletus finden sich Policleto, Policreto, Pulicreto, Polieto bis zum völlig verballhornten Peharotum“. Filarete verwechselte ihn mit dem Herrscher Polykrates.
Zudem gab es mehrere Künstler mit gleichem oder ähnlichem Namen, einen Gemmenschneider, einen Maler und Polyklets Sohn, ein Architekt.
So schrieb Cicero von einem „Polycletus“, bzw. Vitruv von einem „Polycles“, der Maler war. Guittone d’Arezzo übernahm dies am Ende des 13. Jahrhunderts als „pintore Policreto“, bis zu Leon Battista Alberti, der Phidias mit einem Meißel und Polyklet mit einem Pinsel in der Hand beschrieb. Noch hundert Jahre später musste Celio Calcagnini Argumente dagegen formulieren. Lorenzo Ghiberti schließlich, in humanistischer Bildung ein Autodidakt, versuchte sich für seine Commentarii, die erste nachantike Kunstgeschichte und Künstlerautobiografie in einem, vermutlich an eigenen Übersetzungen lateinischer Texte und verwandelte Polyklets Doryphoros, in einen Donaphoros, einen Geschenkträger.
Guittone d'Arezzo und dann Petrarca, Brizio Visconti und Cino Rinuccini stellten sich die Werke Polyklets als Maßstab weiblicher Schönheit vor. Der populäre (und in volgare verfasste) Dante-Kommentar Ottimo Commento aus den 1340er Jahren berichtet zu Polyklet mit Verweis auf Valerius Maximus von einer Venusstatue, deren verführerische Lebensnähe die Männer verrückt machte. Offensichtlich war dies eine Verwechselung mit der Knidischen Venus des Praxiteles (Aphrodite von Knidos), der alle Männer verfielen. Der um 1375 verfasste Kommentar des sogenannten 'Falso Boccaccio' und der sich diesmal auf Plinius berufende Commento anonimo von um 1400 wiederholten diese falsche Zuschreibung, trotz der Bemühung des Benvenuto von Imola um Aufklärung (um 1380).
Zu Anfang des 16. Jahrhunderts noch verstieg sich Galeazzo Flavio Capra in seinem Traktat über die Vorzüge der Frauen zu der Behauptung Polyklets Kanon sei die Statue einer ideal-schönen Frau.
Dass sich zunächst nicht so sehr um individuelle Zuschreibung und zeitliche Verortung antiker Kunstwerke bemüht wurde, mag vor allem daran gelegen haben, dass Humanisten wie Petrarca, Giovanni Dondi oder Coluccio Salutati die Antike nahezu ausschließlich literarisch wahrnahmen, nicht bildnerisch. Das Verhältnis war (fast romantisch) das zu einer untergegangenen glorreichen Zeit, der Fokus war politischer (Rom als caput mundi) wie moralischer (virtus) Natur, nicht künstlerischer. An antiken Objekten interessierten die Inschriften mehr als die künstlerische Form. Zudem gab es insgesamt nur wenige zugängliche Artefakte (vornehmlich in Rom, vor allem Sarkophagreliefs), der allergrößte Teil uns heute bekannter antiker Kunst lag noch begraben.
Künstler und Sammler wie Oliviero Forzetta (um 1335–1373), die (antike) Kunst um ihrer selbst willen schätzten, waren im 14. Jahrhundert jedenfalls rar. Sammlungsgegenstände, die zur Diskussionsgrundlage werden konnten, waren vor allem zuerst kleine, bewegliche Objekte mit Reliefarbeiten wie Münzen, Medaillons, Kameen, Gemmen und seltener auch Statuetten aus Bronze oder Marmor. Auch bestanden Sammlungen nicht allein aus antiken Stücken. Selbst im umfangreichen Nachlass Lorenzo de’ Medici des Älteren († 1440) und auch Cosimos Besitztümer enthielten nur wenige Antiken. Erst dessen Sohn, Piero di Cosimo (1416–1469), sammelte ausführlich.
Die ersten, zu Werken Polyklets erklärten, Skulpturen waren demnach verständlicherweise Gemmen und zwei kleine Reliefs, Werkformen also, die für Polyklet eigentlich nicht belegt waren, nur eben durch Dante. Plinius erwähnt nur einmal eine Polycratis gemma. Doch eine der Gemmen, auf dem Diomedes mit dem Palladium geschnitten war, soll die Signatur „ΠΟΛΥΚΛΕΙTOY“ getragen haben. Von dieser hatte, so eine These, Niccolò Niccoli Kenntnis, als er in Florenz einen Jungen auf der Straße traf, der eine ebensolche Gemme als Glücksbringer um den Hals trug, und sie ihm (bzw. seinem Vater) für großzügige 5 Florin abkaufte. Die Anekdote wurde von Vespasiano da Bisticci (und Filarete) erzählt, zwei weiteren führenden Humanisten, die die Zuschreibung damit bestätigten. 1437 ging sie für 200 Florin in den Besitz Kardinal Ludovico Trevisans über, dann in die umfangreiche Kollektion Papst Paul II., um schließlich 1471 in Lorenzo de' Medicis Antikensammlung Aufnahme zu finden, wo sie nach seinem Tod in der Inventarliste von 1492 mit 500 Florin bewertet wurde. Dieser Karneol wurde von Lorenzo Ghiberti für Lorenzo eingefasst. Er existiert heute nurmehr als Gipsabguss (Archäologisches Nationalmuseum Neapel, Sammlung Cade) und in einer vergrößerten Kopie als Gebälkschmuck im cortile des Palazzo Medici.
Neben solch hundertfacher Wertsteigerung im Zuge der sich an den Fürstenhöfen und in begüterten Kreisen etablierenden Sammlertätigkeit, hatten Künstler wie Lorenzo Ghiberti und Donatello früh eigene Sammlungen mit antiken Stücken als Anschauungsmaterial angelegt, die auch in eigenen Werken verarbeitet wurden. Ghiberti fing ernsthaft in den 1430ern zu sammeln an, doch muss er schon um 1415 ein als Letto di Policleto („Bett des Polyklet“) bezeichnetes Relief besessen haben, dessen männliche Figur er für einen Soldaten in dem Auferstehungsrelief seines ersten Bronzeportals für das Baptisterium in Florenz kopierte.
Donatello verwendete die weibliche Figur des Letto die Policleto vermutlich als Vorlage für die zentral im Vordergrund sitzende Frau seines Herodes-Reliefs (heute in Lille). Dass das vermeintlich von Polyklet stammende Relief große Wertschätzung erfuhr zeigt auch eine gemalte Kopie des Reliefs im Inventar der Medici-Villa von Poggio a Caiano. Raffael sollte später (1517) im Auftrag des Herzogs von Ferrara versuchen, das Relief Giovanni Gaddi abzukaufen, der es zuvor von Ghibertis Enkel und Erben Vittorio erstanden hatte. Das Bett des Polyklet hat sich erhalten, eingemauert an der Ostwand im Hof des Palazzo Mattei di Giove in Rom. Es wird heute als Amor und Psyche interpretiert.

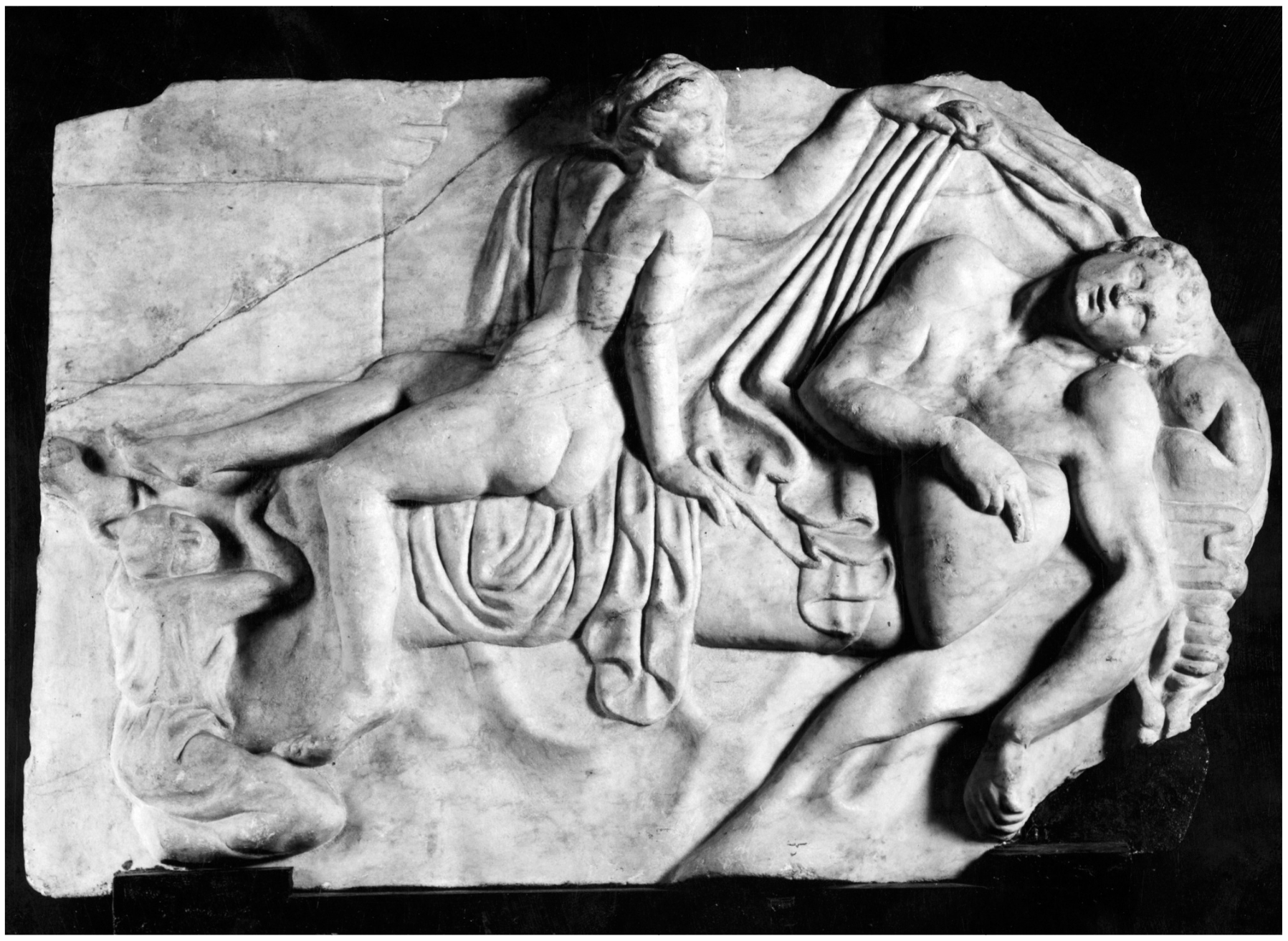
Letto di Policleto, Replica aus dem 16. Jh. (Datenbank des Warburg Institute)
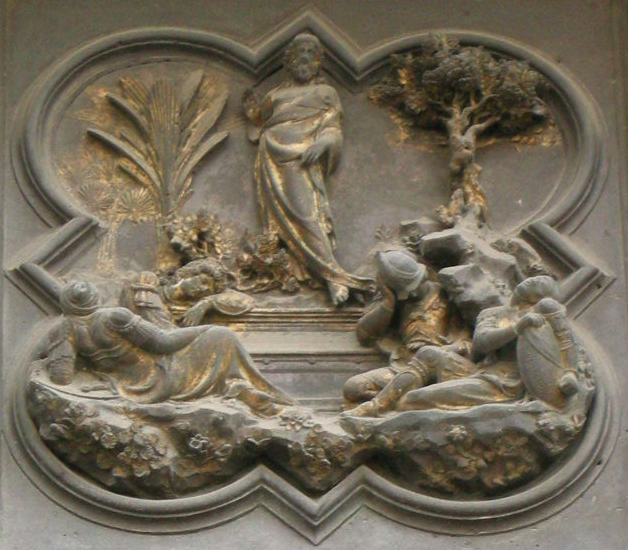
Lorenzo Ghiberti, Auferstehung Jesu, vor 1415, Nordportal des Baptisteriums, Florenz
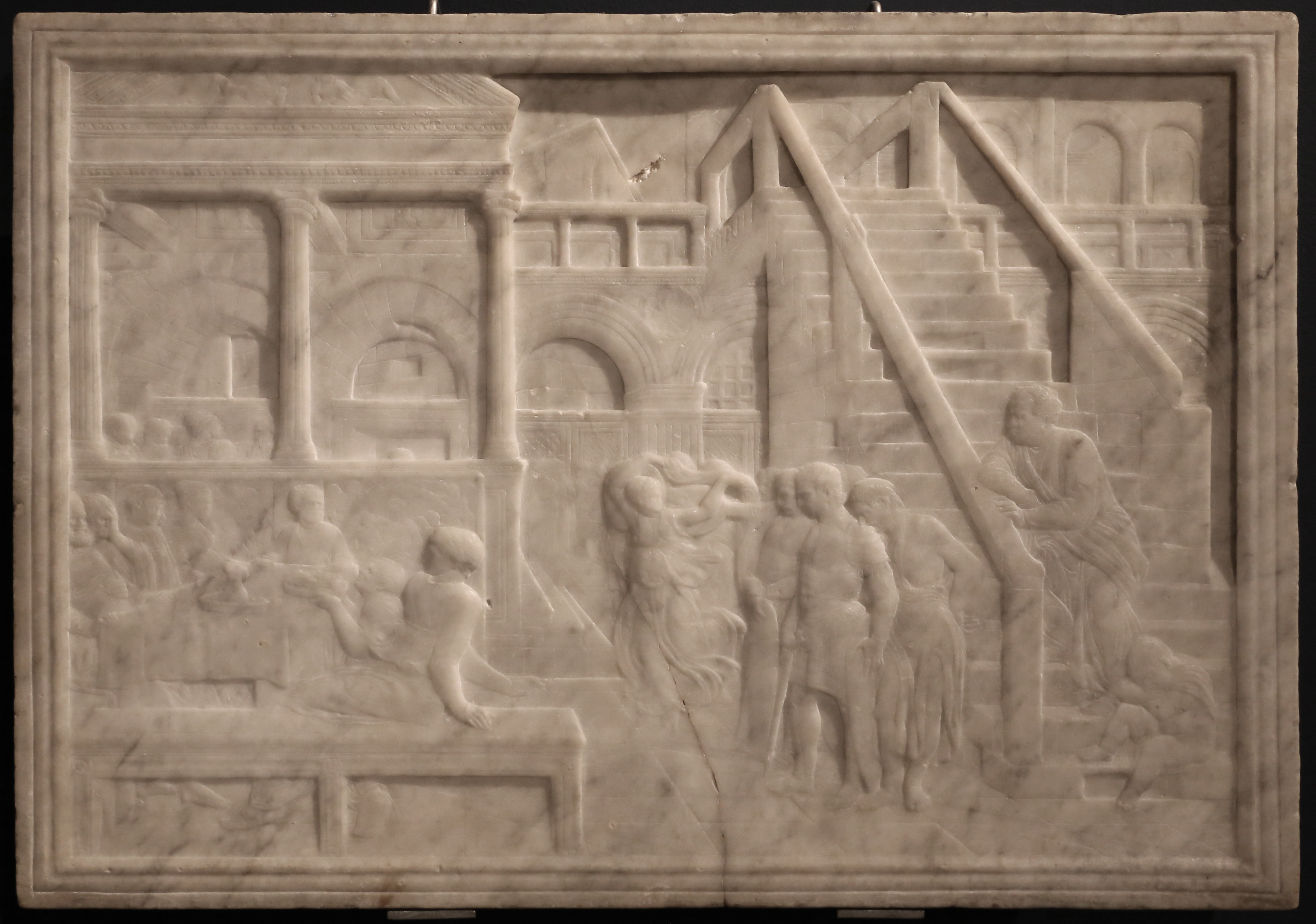
Donatello, Festmahl des Herodes, um 1435, Palais des Beaux-Arts de Lille

### 18. Jahrhundert bis heute
Die Angaben antiker Schriftsteller in Kombination mit den motivischen Informationen zum Werk Polyklets ließen bereits Johann Joachim Winckelmann den Diadumenos im antiken Denkmälerbestand identifizieren, obgleich er sich hierbei zunächst auf den Grabaltar des Tiberius Octavius Diadumenus stützte, der in Anspielung auf seinen Namen einen sich die Taenia Umbindenden zeigt. Als polykletische Statue glaubt er den mittlerweile als Umbildung eingestuften „Anadumenos Farnese“ erkennen zu können.
Dreimal wird der Diadumenos des Polyklet in der antiken Literatur erwähnt, zweimal davon in Kombination mit dem Doryphoros. Im Rang stand er diesem nicht nach, sogar sein Wert wird mitgeteilt: die ungeheure Summe von 100 Talenten. Zahlreiche römische Kopien des Diadumenos sind erhalten, so dass eine ungefähre Vorstellung vom Original zu erschließen ist. Drei dieser Kopien wurden zusammen mit Kopien des Doryphoros gefunden. Doch dauerte es einhundert Jahre, bis nach der Identifizierung des Diadumenos durch Winckelmann auch der Doryphoros erkannt wurde. Karl Friederichs veröffentlichte 1862/63 erstmals die Zuweisung eines längst bekannten Statuentyps an den Doryphoros des Polyklet. Damit war der Bann gebrochen und Adolf Furtwängler ordnete in seinen Meisterwerken der griechischen Plastik viele weitere Statuen- und Kopftypen dem Werk Polyklets und seiner Schule zu. Zwar wurden viele auch wieder aussortiert, aber beispielsweise die Identifizierungen des Hermes und des Herakles haben Bestand. Das zunehmend differenzierte Bild von der Stilentwicklung klassischer Kunst im 5. Jahrhundert v. Chr. erlaubte schließlich in den 1920er-Jahren die Zuweisung eines weiteren Statuentyps an das Werk Polyklets: des Diskophoros, in dem man möglicherweise den nudus talo incessens, der mit „ganzer Sohle schreitet“, des Plinius erkennen kann.
Umstritten ist bis heute die Zuweisung der polykletischen Amazone. Furtwängler erkannte in der Amazone vom Typ Sciarra das Werk Polyklets, doch zeigte Botho Graef die nahe Verwandtschaft in der Haarbildung der Amazone des Sosikles zu Haargestaltungen Polyklets auf. Diese Einschätzung setzte sich, gestützt durch immer neue Argumente, ab dem zweiten Viertel des 20. Jahrhunderts zunehmend durch. Gewichtige Gründe brachten in den letzten Jahrzehnten allerdings wieder den Typus Sciarra in den Fokus der Überlegungen.

## Polyklet als Namensgeber
Der Asteroid (5982) Polykletus ist nach Polyklet benannt.